# كاملات الردف
كاملات الردف (الاسم العلمي: Sapygidae)، فصيلة دبابير انفرادية من غشائيات الأجنحة وفيلق لقياوات. هي عمومًا الدبابير سوداء، مماثلة في المظهر لبعض الزنابير التيفية أو الزنابير التنية، مع علامات بيضاء أو صفراء بدرجات مختلفة.
تضعاالأنثى بيضها في أعشاش النحل المنفرد، وتستهلك اليرقات النامية واليرقات المضيفة الطعام سويًا.
فصيلة كاملات الردف هي فصيلة صغيرة تضم 80 نوعًا موصوفًا فقط، وليست ذات أهمية اقتصادية كبيرة. ومع ذلك، فإن بعض أنواعها المضيفة هي ملقحات مهمة، وقد يكون من الضروري في بعض الأحيان التحكم في مستوى الافتراس عليها.
تم العثور على كاملات الردف الأحفورية في كهرمان من الطباشيري الأوسط في ميانمار وكهرمان من البلطيق الأيوسيني العلوي.

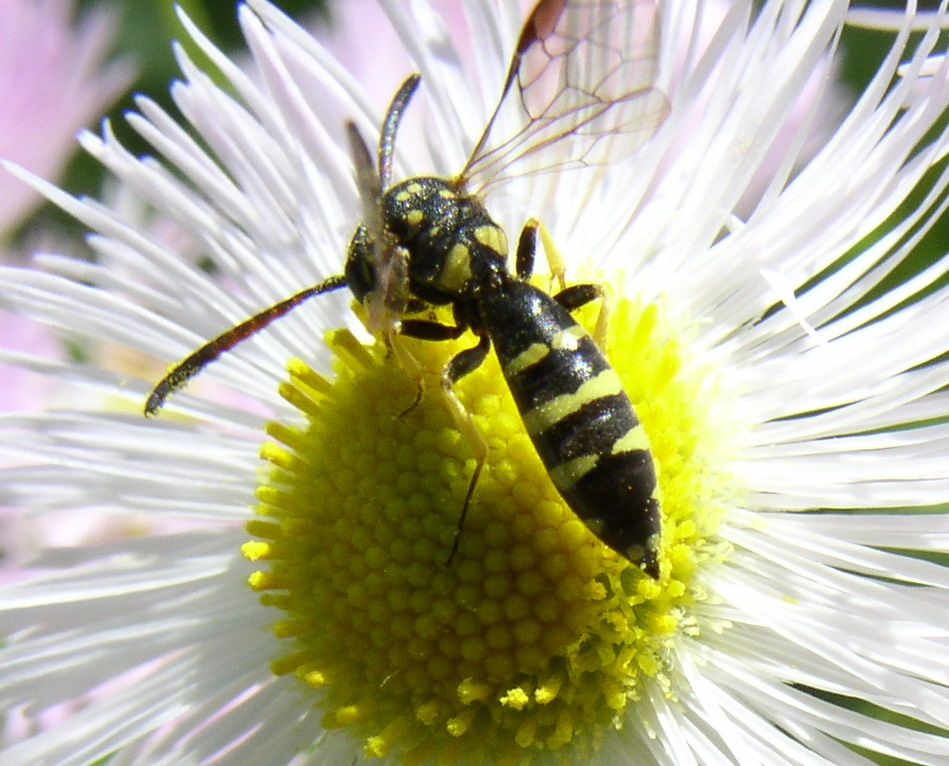
Sapyga centrata
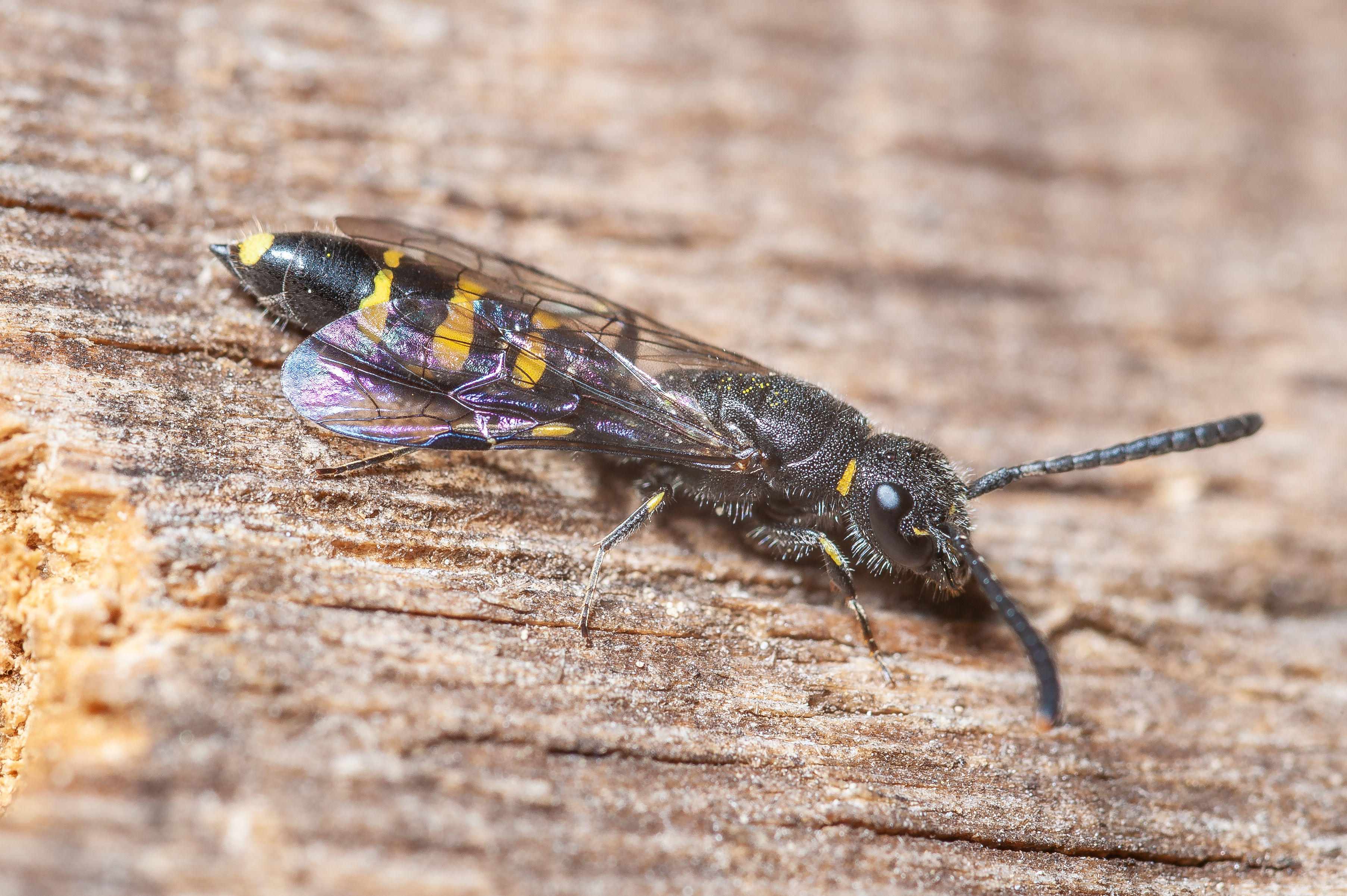
Monosapyga clavicornis